# Janiuay
Janiuay è una municipalità di seconda classe delle Filippine, situata nella Provincia di Iloilo, nella Regione del Visayas Occidentale.
Janiuay è formata da 60 baranggay:
- Abangay
- Agcarope
- Aglobong
- Aguingay
- Anhawan
- Aquino Nobleza East (Pob.)
- Aquino Nobleza West (Pob.)
- Atimonan
- Balanac
- Barasalon
- Bongol
- Cabantog
- Calmay
- Canawili
- Canawillian
- Capt. A. Tirador (Pob.)
- Caranas
- Caraudan
- Carigangan
- Concepcion Pob. (D.G. Abordo)

- Crispin Salazar North (Pob.)
- Crispin Salazar South (Pob.)
- Cunsad
- Dabong
- Damires
- Damo-ong
- Danao
- Don T. Lutero Center (Pob.)
- Don T. Lutero East (Pob.)
- Don T. Lutero West Pob. (Don T. Lutero North)
- Gines
- Golgota (Pob.)
- Guadalupe
- Jibolo
- Kuyot
- Locsin (Pob.)
- Madong
- Manacabac
- Mangil
- Matag-ub

- Monte-Magapa
- Pangilihan
- Panuran
- Pararinga
- Patong-patong
- Quipot
- R. Armada (Pob.)
- S. M. Villa (Pob.)
- San Julian (Pob.)
- San Pedro (Pob.)
- Santa Rita (Pob.)
- Santo Tomas
- Sarawag
- Tambal
- Tamu-an
- Tiringanan
- Tolarucan
- Tuburan
- Ubian
- Yabon